# Zaslon LCD
Zaslon LCD (angl. Liquid Crystal Display) ali tekočekristalni zaslon je zaslon, ki za prikazovanje slike uporablja tehnologijo tekočih kristalov. Ti ne oddajajo svetlobe sami od sebe, ampak jo le modulirajo. Glede na njihovo strukturiranost lahko na zaslonu prikazujemo kompleksne vzorce ali pa preproste oblike. Za preproste vzorce se uporablja večje slikovne elemente, in jih najdemo v alfanumeričnih zaslonih, digitalnih ur, kalkulatorjev, itd. Manjše slikovne elemente se uporablja za prikaz kompleksenejših slik in jih najdemo v računalniških in TV zaslonih.
Zasloni LCD so zaradi številnih prednosti skoraj povsem zamenjali zastarele zaslone s katodno cevjo (CRT-zasloni). Zaradi hitrega odzivnega časa in majhne porabe električne energije se uporabljajo kot računalniški zasloni, TV-zasloni, instrumentalne plošče in signalni predmeti. Manjše zaslone LCD pa najdemo na prenosnih elektronskih napravah, kot so ročne ure, kalkulatorji, mobilni telefoni idr. 

## Pregled
Kakor je omenjeno že v uvodu, tekoči kristali sami od sebe ne oddajajo svetlobe, zato je v LCD zaslonu treba poskrbeti za osvetlitev. Večji zasloni in taki pri katerih poraba energije ni kritičen parameter, imajo v ozadju izvor bele svetlobe (flourescentna sijalka ali LED), ki potuje skozi polarizacijski filter (polarizator), tekoči kristal, barvni filter in še en polarizacijski filter (analizator). Obstajajo tudi LCD zasloni brez lastne osvetlitve, le ti imajo na zadnji strani odbojno plast, ki odbija okoliško svetlobo, ki služi kot osvetlitev. Osvetlitvena svetloba ne pade direktno na tekoči kristal, ampak gre najprej skozi polarizacijski filter, ki prepušča le določeno polarizacijo svetlobe. Ta potem vpade na tekoči kristal, ki modulira polarizacijo in jo prepusti na barvni filter. Izhodni polarizacijski filter (analizator) je prekrižan glede na vhodnega in prepušča le svetlobo s polarizacijo v pravokotni smeri glede na vpadno polarizacijo. Tako je od orientacije tekočega kristala odvisno ali bo svetloba prečkala izhodni polarizator ali ne. V kolikor se polarizacija pri prehodu svetlobe skozi tekoči kristal zasuče, bo slikovni element (piksel) svetel, v nasprotnem primeru pa ne. Zasuk tekočega kristala uravnavamo z električno napetostjo in tako kontroliramo količino svetlobe, ki prehaja skozi opisani sistem polarizatorjev, tekočega kristala in barvnega filtra. Če tekočega kristala ne bi bilo v sistemu, potem prvi polarizator prepusti svetlobo s polarizacijo v določeni smeri, drugi pa te svetlobe ne prepusti, saj je postavljen tako, da prepušča le svetlobo s polarizacijo, ki je pravokotna na vpadno. Tekoči kristal je torej element, ki ustrezno zasuče polarizacijo svetlobe. Barvni filter je obvezen v primerih, ko želimo prikazati barvno sliko, ni pa sestavni element vsakega LCD zaslona (črno-beli LCD zasloni nimajo barvnega filtra). 

## Zgodovina
Tekoče kristale je leta 1888 prvi opazil avstrijski botanik in kemik Friedrich Reinitzer. Odkril je, da ima holesteril benzoat poleg tekoče in trdne faze še eno vmesno fazo, pri kateri je material postal tekoč ter bel, pri še višji temperaturi pa je postal prozoren. Otto Lehmann je vzrok sprembe prozornosti pripisal pojavu optične dvolomnosti, ki ga je odkril v vmesni fazi tega materiala. Lehmann je tovrstne materiale poimenoval leta 1904 s publikacijo “Flüssige Kristalle“ (Tekoči Kristali), saj so imeli hkrati lastnosti tekočin in kristalov, ker je bil pojav dvolomnosti tipičen za kristale.
Leta 1927 je Vsevolod Frederiks opazil Frederiksov prehod, pri kateri se z naraščujočo amplitudo zunanjega električnega polja spremeni smer direktorja tekočega kristala.
Richard Williams je leta 1962 odkril, da imajo tekoči kristali zanimive elektro-optične lastnosti. Z uporabo električne napetosti je v tankem sloju tekočih kristalov ustvaril progasti vzorec.
George H. Heilmeier je leta 1964 izumil napravo, v kateri je lahko spreminjala barvo tako, da je z zunanjo napetostjo vplival na orientacijo mulekul barvila v tekočih kristalih.
Njegove nadaljnje raziskave so pripeljale do izuma prvih tekoče kristalnih zaslonov (LCD), ki so bili osnovani na dinamičnem sipanju svetlobe (Dynamic Scattering Mode - DSM). Slaba lastnost teh zaslonov je bila, da so potrebovali dokaj velik električni tok za delovanje.
Švicarsko podjetje Hoffmann-LaRoche je leta 1970 patentiralo t.i. zasukani nematični pojav (TN oz. Twisted Nematic Effect). Patent je bil prvič uporabljen v digitalnih urah. Ob istem času je James Fergason v ZDA vložil patent za identični efekt, na osnovi katerega je podjetje ILIXCO proizvedlo prvi LCD zaslon ter tako izpodrinilo DSM tip zaslonov zaradi nižje potrebne napetosti in nižje porabe energije. Prvi zasloni z aktivno matriko so bili proizvedeni leta 1972. Super zavita TN struktura (STN) za zaslone s pasivno matriko pa je bila odkrita leta 1983.
V 90-tih so se začele razvijati alternative TN in STN zaslonov. Ena izmed teh je bila tehnologija preklapljanja v ravnini (In Plane Switching IPS), kjer so integrirali elektrode na stekleno podlago, ter tako omogočili vzporednost električnega polja z ostalimi plastmi. Nekatere izboljšave zaslonov s pomočjo IPS tehnologije je patentiral Guenter Bauret. Hitachi je z izboljšavo IPS tehnologije omogočil boljše vidne kote. Podjetji NEC in Hitachi sta prvi proizvedli zaslon z aktivno matriko na osnovi IPS, kar je omogočilo velike LCD zaslone. Leta 1996 je Samsung izumil več domensko vertikalno poravnano LCD tehnologijo (multi-domain vertical alignment - MVA), ki je skupaj s IPS postala dominantna zasnova velikih LCD zaslonov.

## Sestava

### Osvetlitev
Za prikaz slike je po navadi potrebna osvetlitev zaslona, kar je izvedeno z osvetlitvijo zadnje strani. To velja za zaslone z aktivno matriko, medtem ko zasloni s pasivno matriko običajno niso osvetljeni. Za osvetlitev zaslonov se uporabljajo naslednji načini:
- Cevaste hladne fluorescentne sijalke (CCFL), ki so postavljene na robovih ali pa so enakomerno razporejene čez celoten zaslon.Njihova svetloba je enakomerno razpršena preko celotnega zaslona s pomočjo razpršilnika svetlobe oz. difuzorja.

- Bele svetleče diode (WLED), ki so postavljene na robovih. Svetloba je nato s pomočjo razpršilnika enakomerno razpršena preko celotnega zaslona.

- Bele svetleče diode, ki so razporejene po celotni zadnji strani zaslona, za njimi pa se nahaja razpršilnik svetlobe.

- Rdeče, zelene in modre svetleče diode (RGB LED), ki so enakomerno razporejene po celotni zadnji stran zaslona za njimi pa se nahaja razpršilnik svetlobe.

Zasloni z belimi svetlečimi diodami imajo najnižji barvni obseg, sledijo jim zasloni s CCFL, najboljši barvni obseg pa imajo zasloni z RGB LED osvetlitvijo. Zasloni z LED osvetlitvijo so tudi veliko bolj varčni ter tanjši od ostalih načinov osvetlitev.

### Primerjava pasivne in aktivne matrike
Da se slika prikaže na zaslonu, moramo elektronsko krmiliti orientacijo tekočega kristala, ki je razdeljen v slikovne elemente. Za to obstajata dva načina: pasivni in aktivni. Pri pasivnem načinu, ki ne potrebuje stalne električne moči ( v uporabi od okoli 2010 naprej), izkoriščamo bistabilnost, to je lastnost, da je tekoči kristal v enem ali drugem stanju (položaju), ne da bi ga morali v tem stanju ohranjati. Pred izumom bistabilnih elementov pa je bilo treba sliko ves čas osveževati. Krmiliti moramo vsak slikovni element posebej, to pa naredimo tako, da v matriki iz vrstic in stolpcev z napetostjo izberemo vrstico (vsaki vrstici ustreza določen električni potencial) in ji v ustreznem stolpcu dodamo še napetost, potrebno, da spravimo tekoči kristal v eno ali drugo stanje. Stolpec izberemo podobno kot vrstico, z ustrezno izbiro potenciala na izbrani vrstici. Za zaslon velikosti {\displaystyle m\times n} potrebujemo torej {\displaystyle m+n} povezav, da tekoči kristal v željenem slikovnem elemntu postavimo v eno ali drugo stanje (element je svetel ali pa temen). Dandanes se dosti bolj pogosto uporablja aktivni način, ki aktivno skrbi, da tekoči kristal ostane v željenem stanju. Največkrat je to izvedeno tako, da je na vsak slikovni element priključen tranzistor, ki ohranja želeno stanje tekočega kristala. Tudi tukaj imamo {\displaystyle m+n} povezav za zaslon velikosti {\displaystyle m\times n} in na podoben način, kot pri pasivni matriki, krmilimo vsak element zaslona posebej.

### Aktivna matrika
Aktivno matrični zaslon ima ob vsakem slikovnem elementu še dodaten tranzistor, ki v kombinaciji s kondenzatorjem ohrani napetost med osvežitnemi cikli. Hitrost takih zaslonov je zato večja, kar preprečuje bledenje med posameznimi cikli. Tranzistorji imajo tudi vlogo izolatorja, ki preprečuje vpliv izbranega slikovnega elementa na sosednje slikovne elemente.

#### TN METODA
Zasloni iz zvitih nematikov (Twisted nematic - TN) so sestavljeni iz dveh prekrižanih polarizatorjev med katerima se nahaja zviti nematični tekoči kristal, ki polarizacijo svetlobe zasuče za 90°, tako da lahko svetloba potuje skozi analizator. Prozorne elektrode so postavljene na začetek in konec tekočega kristala. Na elektrode so nanešeni orientacijski sloji, ki so med začetno in končno elektrodo zasukani za 90°, kar vsili zasukano konfiguracijo tekočega kristala in posledično zasuk polarizacije svetlobe za 90°. Tako svetloba, ki lahko pride skozi polarizator pride tudi skozi analizator. Z uporabo napetosti na elektrodah, se tekoči kristal usmeri v smeri električnega polja, ki ga povzročata elektrodi, kar zmanjša efekt sukanja polarizacije svetlobe, pri dovolj veliki napetosti pa efekt popolnoma zamre. Tako lahko z napetostjo kontroliramo količino prepuščene svetlobe.

#### IPS METODA
Zasloni, ki so narejeni po tehnologiji preklapljanja v ravnini ( In-plane switching - IPS) imajo polarizator in analizator obrnjen v isto smer, med njima pa se nahaja tekoči kristal, ki zasuče polarizacijo svetlobe za 90°. Elektrodi se nahajata za prvim polarizatorjem in sta izdelani tako, da povzročita električno polje paralelno s polarizatorjem. Ko na elektrodah ni napetosti svetloba ne pride skozi. S povečevanjem napetosti na elektrodah se tekoči kristali uredijo v smeri električnega polja, kar zmanjša efekt zasuka in svetloba pride skozi. Ta tehnologija omogoča večje kote pri gledanju na zaslon (vidni kot), vendar blokira več svetlobe zaradi postavitve elektrod. Zato se uporablja močnejša osvetlitev, kar poveča električno porabo zaslona. Slaba lastnost je tudi daljši odzivni čas, zaradi česar IPS zasloni ne dosegajo zelo visokih osvežitvenih frekvenc.

#### VA METODA
Zasloni, ki se poslužujejo tehnologije z navpično orientacijo tekočega kristala glede na površino (Vertical Alignment - VA) v izklučenem stanju zelo efektivno blokirajo svetlobo. Obstajata tudi tehnologiji MVA (multi-domain vertical alignment) ter PVA (patterned vertical alignment), ki delujeta po podobnem principu kot VA. Do navpične orientacije pride pri ničelni napetosti. Ko pa napetost na elementu naraste se tekoči kristali nagnejo ter svetloba lahko pride skozi. Prednost VA pred TN zasloni so izboljšan kontrast in boljši vidni koti ter hitrejši odzivni čas od IPS zaslonov.

## Značilnosti
Pri nakupu ali ovrednotenju LCD zaslonov je treba biti pozoren na različne parametre:
Velikost: Velikost LCD zaslona je po navadi podana kot dolžina diagonale v palcih oz. colah (1 palec = 25,4 mm). Razpon velikosti zaslonov je od 0,96'' v manjših napravah pa vse do velikih TV sprejemnikov velikosti 88''. Največji TV zaslon meri 170''. 
Razmerje dolžin stranic zaslona: Podatek o dolžini diagonale zaslona ne pove točnih dimenzij zaslona, zato je treba definirati še razmerje dolžin stranic zaslona. Po starem standardu je bilo razmerje dolžin stranic 4 : 3, danes pa prevladuje 16:9. Nekoliko bolj eksotični zasloni imajo razmerje dolžin stranic 5 : 4, 16 : 10, itd. 
Ločljivost: Ločljivost ali resolucija je podatek, ki pove na koliko slikovnih elementov se deli zaslon. Zaslon pri kateremu je ločljivost podana s podatkom 1024 × 768 ima mrežo slikovnih elementov s 1024 stolpci in 768 vrsticami. Kot slikovni element je tukaj mišljena enota, sestavljena iz treh barvnih pod-elementov (rdečega, zelenega in modrega).
Kontrast: Kontrast pri LCD zaslonih je definiran kot razmerje med svetlostjo vključenega (napetost večja od nič) in izključenega (napetost je nič) slikovnega elementa.
Vidni kot: Za razliko od starega CRT zaslona, kjer je lahko gledalec pod skoraj vsakim kotom videl jasno sliko, pri LCD zaslonih ni tako. Vidni kot je definiran kot kot, pri katerem je kontrast slike le še 10:1. Pri mejnem kotu se začnejo mešati barve in slika postane nejasna. Tehnika je tako napredovala, da je vidni kot v smereh levo in desno danes že skoraj 180°, medtem ko se smerem gor in dol industrija ne posveča prav veliko.
Barvna globina: Barvna globina je podatek o zaslonu, ki pove koliko različnih barv oz sivin zmore zaslon prikazati v enem slikovnem elementu in je po navadi podana v bitih. Barvni LCD zaslon z barvno globino 8 bitov zmore prikazati 256 različnih odtenkov izbrane (R, G ali B) barve. Današnji računalniški LCD zasloni brez težav podpirajo barvno globino 24 bitov (16 777 216 odtenkov). Človek loči približno 10 milijonov barv.
Frekvenca osveževanja: To je podatek, ki pove kolikokrat na sekundo zaslon osveži sliko oz. kolikokrat v sekundi je sposoben zamenjati sliko. V napravah, kjer se slika ne spreminja hitro (npr. kalkulator, digitalna ura, ...) ta podatek ni zelo pomemben. Naspotno velja za naprave, kjer želimo predvajati video.